# Missouris flag
Missouris flag består af tre striber i rødt, hvidt og blåt og har i midten delstatens segl omgivet af en blå ring med 24 hvide stjerner. Flaget blev indført 22. marts 1913. Det er i størrelsesforholdet 7:12.
Spørgsmålet om et eget delstatsflag for Missouri kom op i 1908. Da optog den patriotiske kvindeorganisation Daughters of the American Revolution sagen og udnævnte en komité for at udarbejde forslag til flag. Et af komitéens medlemmer, Marie Elizabeth Watkins Oliver, tegnede da det, som blev fremlagt som organisationens forslag, og som senere også blev vedtaget. Flagforslaget mødte imidlertid en række hindringer, før det officielt blev godkendt. Første gang, sagen var til behandling i delstatsforsamlingen, i februar 1909, blev et andet forslag fremsat, uden at repræsentanterne samlede sig om noget alternativ. Yderligere et andet forslag faldt i april samme år. I 1911 blev forslaget fra Daughters of the American Revolution og Marie E. W. Oliver fremvist for delstatsforsamlingen, men forslaget gik op i røg, da kongresbygningen brændte ned i februar dette år, og senatet nogle måneder senere nedstemte det. Først i 1913 fik flagforslaget støtte fra begge kamre i delstatsforsamlingen, og Missouris flag blev officielt antaget.
De 24 stjerner i ringen henviser til, at Missouri var delstat nummer 24, som meldte sig ind i USA. Farverne rødt, hvidt og blåt er USA's flagfarver og indikerer delstatens loyalitet over for Unionen.